# Лезгинский ковёр
Лезгинский ковёр — совокупность различных видов ковров, произведённых лезгинами или по лезгинским образцам в Дагестане и Азербайджане. Большое количество известных в мире видов кавказских ковров носят названия лезгинских селений таких, как Микрах, Ахты, Кабир, Зейхур, Кымыл.

## История
Искусство изготовления ковров — яркий образец народного творчества лезгин, которое складывалось и совершенствовалось на протяжении веков. Согласно результатам археологических раскопок, предки лезгин еще в эпоху бронзы занимались прядением и ткачеством. Так, на одном из 
обломков керамики Гильярского поселения сохранился отпечаток ткани простейшего полотняного плетения, указывающий на 
применение ткацкого станка в период раннего бронзового века.
Созданию в Лезгинистане устойчивой базы для развития ковроделия в немалой степени способствовали местные естественно-географические и экономические условия. Богатая флора, множество садовых и дикорастущих красящих растений и плодов, превосходные сорта шерсти тонкорунных овец в значительной степени определяли прочность и качество изделий. Производились паласы, использовавшихся для покрытия полов, укрытия навьюченных животных от непогоды в пути; «чувалы» (мешки) для перевозки зерна и фруктов и хранения постельных принадлежностей; «хурджуны», «гьейбе» (переметные сумы в виде двусторонних небольших мешков) — для перевозки разного домашнего имущества, предметов и пр.; «кашу» (ремни) — для укрепления грузов, перевозившихся на спинах животных. 
Лезгинские ковры издавна славились благодаря красивому, пестрому орнаменту, свидетельствовавшему о большом художественном вкусе мастериц. Ковровщицы были настоящими художницами, вкладывавшими в свои рисунки поэтические замыслы и тонкое искусство орнаментации.
Как пишет С. Агаширинова, ковровое производство в Азербайджане и Дагестане имело особенно большое развитие в лезгинских районах. Наиболее известными районами лезгинского ковроткачества считались Ахтынский, Магарамкентский, Курахский, Касумкентский, Кусарский. В области Кюра наиболее известными ковродельческими селениями считались Касумкент, Аликент, Куйсун, Орта Стал, Ащага Стал, Юхари Стал,   Магарамкент,   Гильяр,   Ашага-араг,   Куркент,   Юхари-Ярак, Зизик и все селения Кутур-Кюринского участка. Из селений Самурского округа по производству ковров и сумахов были известны Ахты, Маза, Хрюг, Микрах, Каладжух, Кара-Кюре, Мака и др. Мафраши и переметные сумы изготовлялись в селениях Ихир, Мала, Фий, Гдым, Куруш.
В XII в. Дагестан превращается в важнейший центр экономики, торговли и художественной культуры Кавказа. К XIX веку сформировались самобытные центры ковроткачества у лезгин и других народов Дагестана.
У лезгин ковроделием занимались женщины.

## Особенности традиционых лезгинских ковров
Традиционные лезгинские ковры обладают следующими особенностями:
- Все символы на ковре представляют собой геометрические фигуры, которые в основном имеют правильную форму.
- Наличие в большинстве случаев двойной симметрии.
- Отсутствие (или очень малое использование) зеленого цвета. Основные цвета лезгинского ковра– красный и синий, меньше – белый/желтый.
- Наличие каймы.
- Наиболее распространенный тип узора лезгинского ковра является три геометрических фигуры расположенные в ряд[4].

## Символы на лезгинских коврах
На лезгинских коврах можно выделить, например, следующие символы:
- Кувшин
- Лезгинский крест
- Лезгинская звезда
- Цветок
- Волны

## Орнаменты на лезгинских коврах

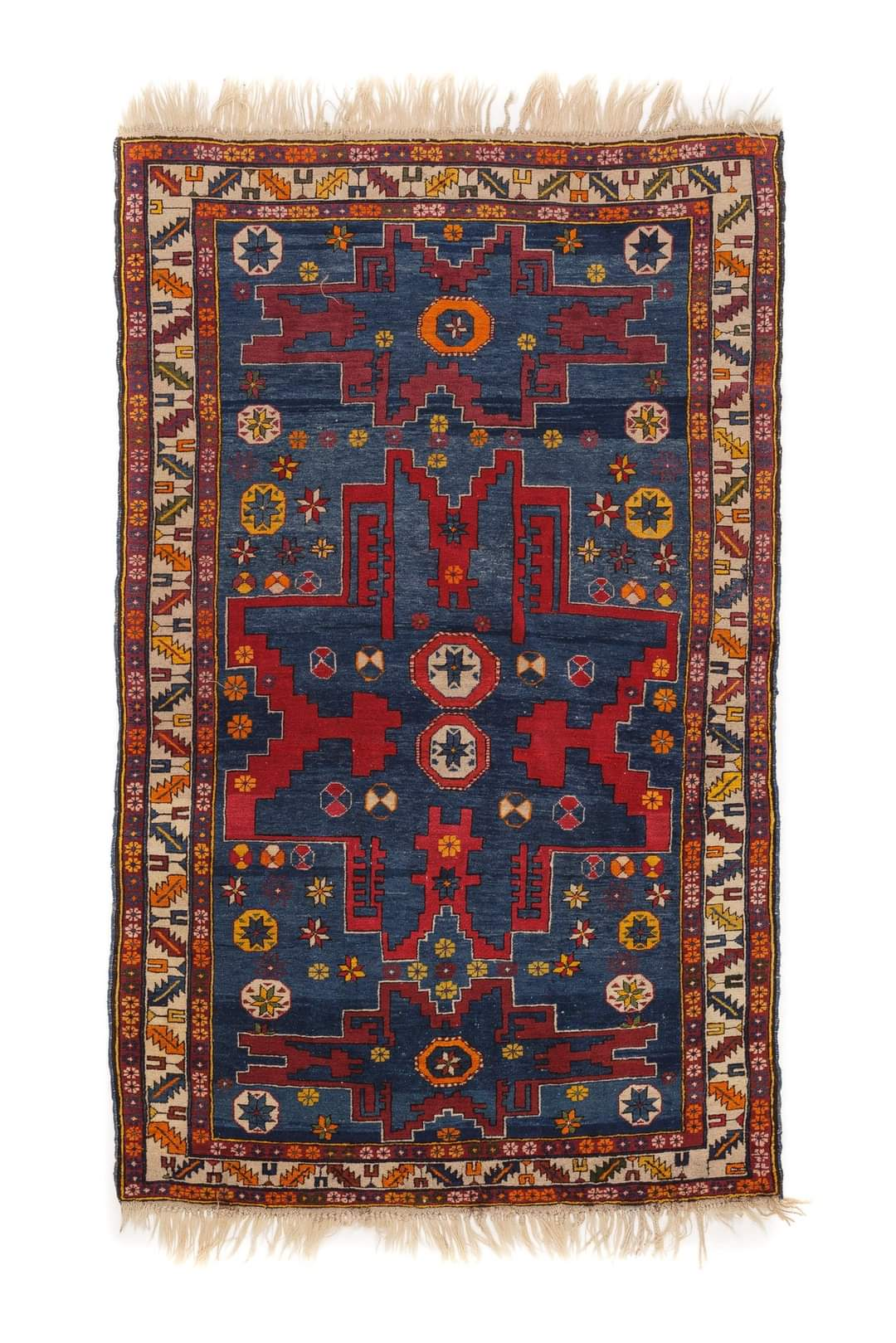
Carpet with Lezgi Star pattern

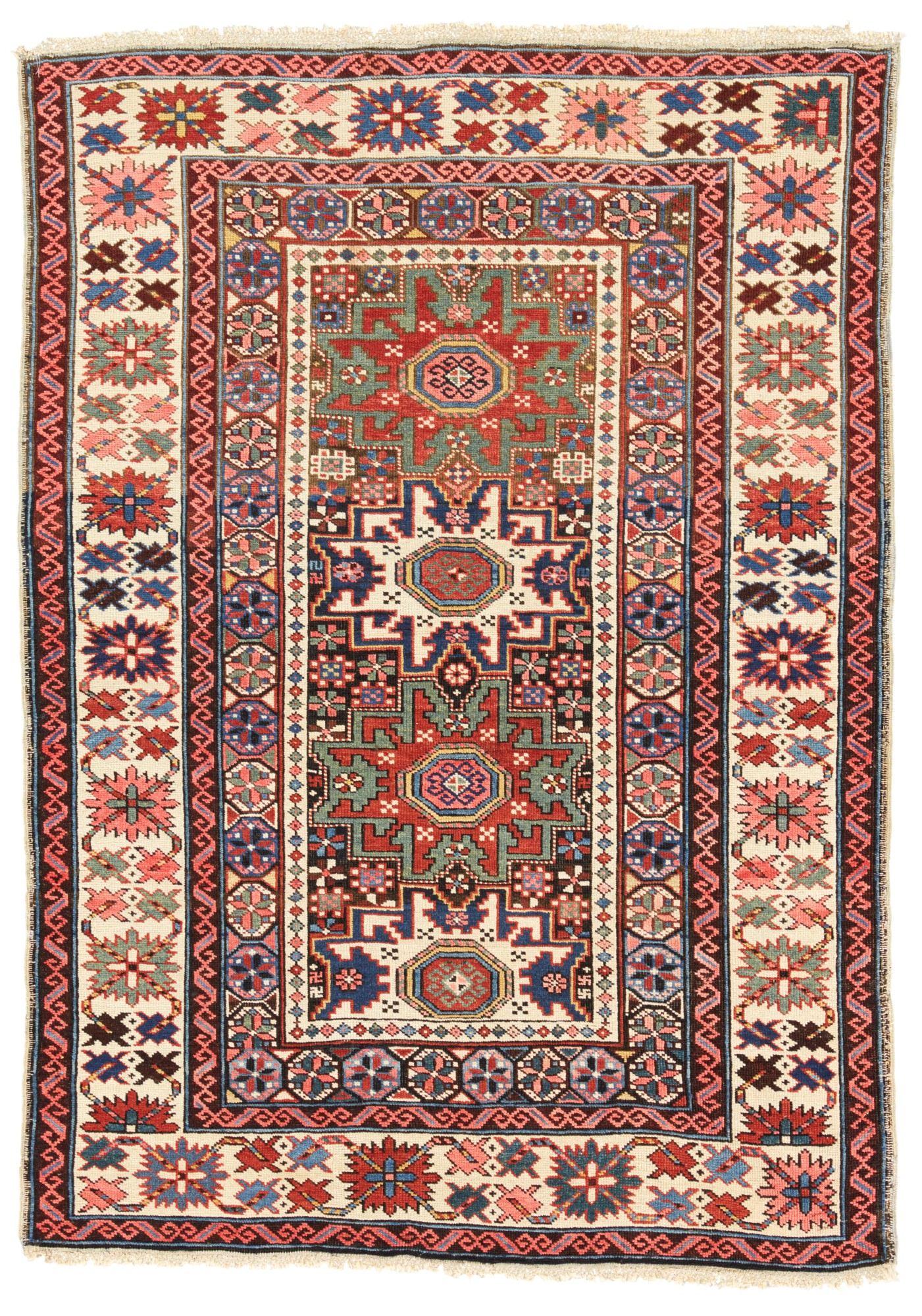
LESGHI RUG, EAST CAUCASUS, c. 1880

По своему рисунку различаются следующие названия ковров: Гьасан къеле (букв. «крепость Гасана»; Ахты («Ахты»); Хорасан («Хорасан»); Дербент («Дербент»); Миграгъ («Микрах»); Чепелыкьар («бабочки»); Урус турар (букв. «русские мечи»); Сафар («Сафар»); Бесхалум" («Бесхалум»); Ванера («Венера»); Дилара («Дилара»); Будар (букв. «спицы колеса»), Пешер (букв. «листья»); Тапанчайар (букв. «пистолеты»); ЧІерегуьл («Розы») и другие.
Народный художник РФ Г. Г. Газимагомедов
и доктор искусствоведения, ведущий научный сотрудник Института истории, археологии и этнографии ДНЦ РАН М. М. Маммаев выделяют следующие орнаменты в южнодагестанских коврах:
- «яру бубу» — цветок мака
- «Гьед» Звезда
- «гъил» — рука

«кацин пац» — Кошкин след
- «мекер» чубчик
- «кырер» — крючкообразный
- «хаш» крест
- «юкьван фур» — центральный

медальон
- простые формы геометрических мотивов

(прямые, зигзагообразные
линии, треугольники, ромбы,
многоугольники, спирали,
крестики и т. д.)
- геометризированные растительные мотивы (листья, цветы, колючки и т. д.)

• зооморфные мотивы (собачки,
лошадки, птицы, козлики
и т. д.)
- антропоморфные мотивы (фигурки человека, отдельные части фигуры: глаз, рука, усы)
- геометризированные формы небесных светил и предметов (звездочка, луна, солнце,

вода, снег, земля, меч, лампа, сани и т. д.).
У Сумахов:
- «куьлегар» : замок
- «цацар цуьк» — цветок колючки
- «чапрасар» — косые
- «кIирер» — крючки
- «кIекер» — петушки
- «цIапурар» — лопасти[6].

## Виды лезгинских ковровых изделий по технике исполнения

### Ворсовые ковры
По-лезгински ворсовый ковёр называется халича.

#### Типы лезгинских ворсовых ковров

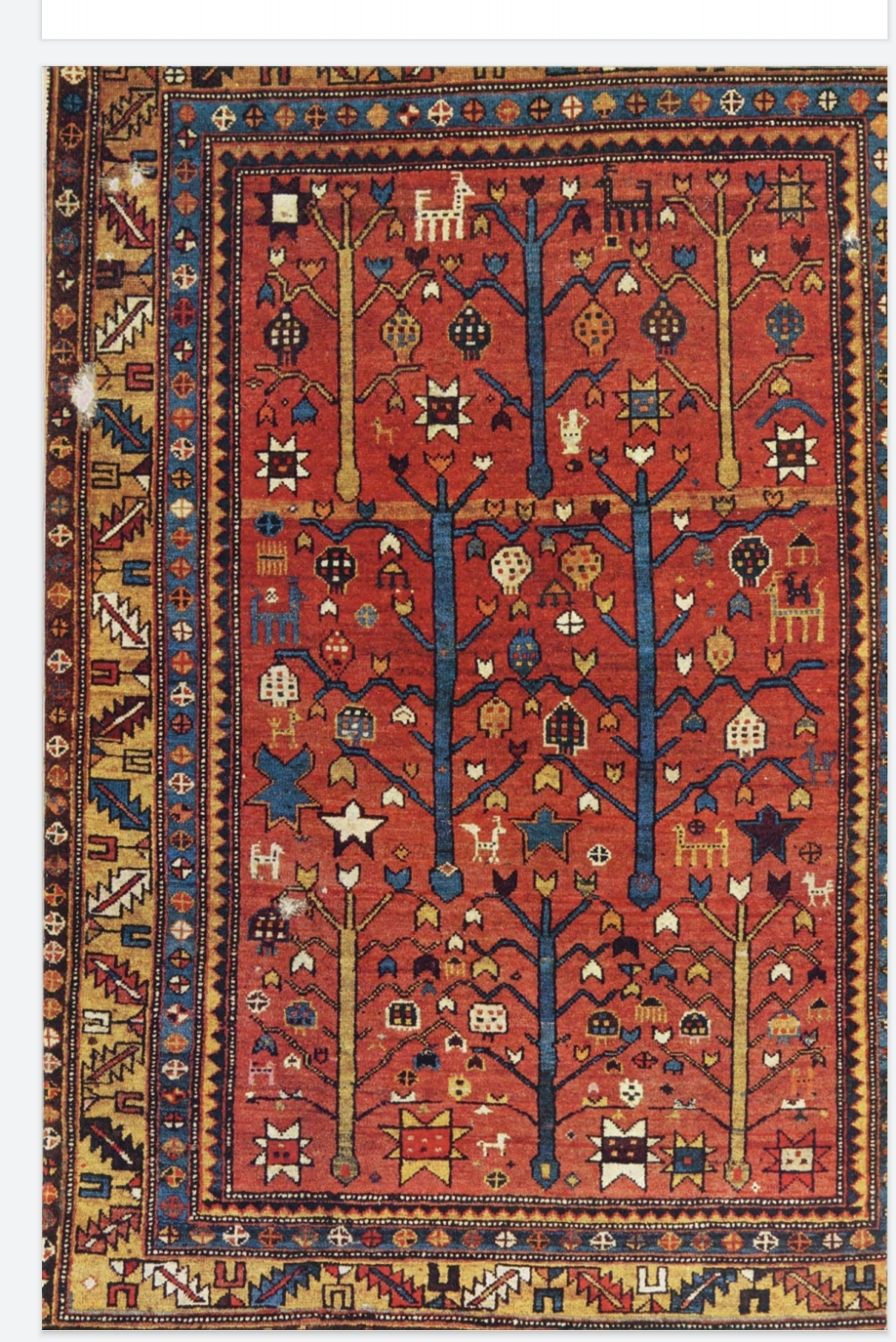
Lezgian napped carpet. 19th century. Wool weaving.

Основные разновидности производимых в Дагестане ворсовых ковров по их характерным 
орнаментальным признакам классифицированы Э.В. Кильчевской, А.С. Ивановым, 
Г.Н.Казиловым, П.М. Дебировым. Эти исследователи каждому типу ковров 
присвоили наименование, исходя из названия населенного пункта, традиционного центра 
ковроткачества, где вырабатывались ковры преимущественно с характерным для данной 
местности орнаментальным решением. Лезгинские ворсовые ковры, согласно классификации исследователей, перечисленных выше, вместе с коврами некоторых других народностей Дагестана включены в южную группу. К этой группе отнесены следующие типы ковров: «Ахты» (лезгинские ковры нынешнего Ахтынского района); «Микрах» (ковры Микраха и других лезгинских селений нынешнего Докузпаринского района); «Дербент» (ковры татских, азербайджанских и других селений Дербентского района); «Рушуль» (ковры Рушуля, Аркита и других табасаранских селений северной части нынешнего Табасаранского района); «Табасаран» (ковры Хучни, Турага, Халага и других табасаранских селений Табасаранского района); «Хив» (ковры Кандика, Ляхли, Мюжгюля и других табасаранских селений современного Хивского района): «Касумкент» (ковры Орта-Стала и других лезгинских селений нынешнего Сулейман-Стальского района, а также селений Кабир и Икра Курахского района); «Рутул» (ковры рутульских селений нынешнего Рутульского района).

### Безворсовые лезгинские ковры

#### Сумахи (гамар)

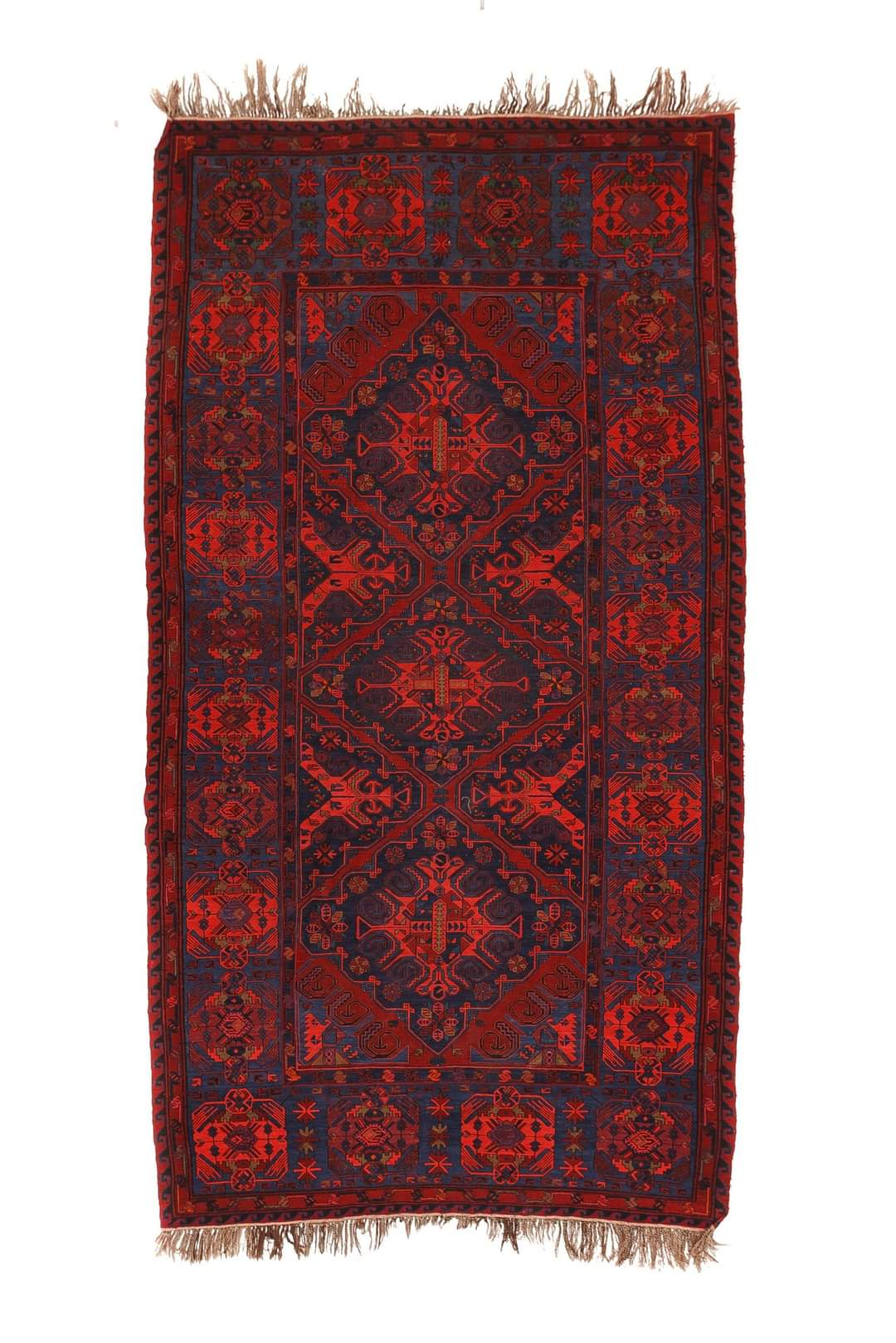
Antique Lezgian sumakh.

Исключительно лезгинским типом ковра является безворсовый ковер «Сумаг». Лезгины такой вид ковра называют гам. Он имеет уникальную плоско-ткацкую структуру и относится к лезгинскому народу. Как пишет исследователь М. Д. Исаев, 

Родина сумахов – Лезгистан, расположенный на севере от реки Кусар-чай, в б. Кубинском округе, а также Дагестанская республика. В других местах Закавказья и СССР производство этого вида нигде больше не встречается.— 
В том же труде М. Д. Исаев дает пояснение, что Gr. Levis ошибочно производит название сумах от испорченного названия города Шемахи, с которым производство сумахов не имеет ничего общего.
Согласно определению исследовательницы Т. Хизгиловой сумах – это безворсовая односторонняя шерстяная ткань, гладкая и плотная с лицевой стороны, с выпущенными с изнанки узорообразующими нитями. Каркас ткани выполняется плотным переплетением нитей основы со скрепляющим утком . Лезгинские гладкотканные ковры – сумахи – не имеют аналогов в мире по орнаментальным и цветовым композициям.
Как отмечал российский исследователь, член-делопроизводитель Кавказского кустарного комитета А. С. Пиралов, изъ ковровыхъ издѣлій Дагестана особенную славу пріобрѣли безворсные односторонніе паласы, извѣстные подъ назва ніемъ сумаховъ. Это производство имѣется въ южномъ Дагестанѣ, особеннаго же развитія достигаетъ въ Кюринскомъ округѣ. Сумахи этихъ мѣстъ сохранили нѣсколько типичныхъ оригинальныхъ рисунковъ, отличаются весьма художественнымъ подборомъ красокъ, пользуются большимъ спросомъ заграницей. Дагестанская историк-этнограф лезгинского происхождения, профессор С. С. Агаширинова писала, что изготовлением сумагов среди дагестанских народов славились именно лезгины.
В альбоме «Декоративное искусство Дагестана» относительно практичности сумахов отмечается следующее:

Лезгины и кюринцы Касумкентского, Курахского и Хивского районов изготовляют односторонние безворсовы ковры-сумахи. Как правило, сумахам застилают пол и это во многом предопределяет их качество. Размеры сумахов велики — один сумах закрывает пол всей комнаты. Сумах очень плотен и не собирает пыли, в то же время он мягкий и пружинистый, поскольку его обратная сторона сплошь покрыта длинными шерстяными нитками, образующими как бы подковровый слой. Это же сообщает сумаху малую теплопроводность — качество, крайне необходимо при земляных и каменных полах дагестанских жилищ старого типа— 
Сумахи, помимо практичности, обладают также и высокими декоративными свойствами. Так, в вышеуказанном труде указано, что узор этих ковров всегд очень сложен, строг и геометризован. Центральное поле несет несколько (зависимости от длины ковра) основных медальонов с переходными мотивами и обрамлен широкой каймой. Графичный узор сумаха в многом предопределяется техникой. Контурность и графичность особенно присуще сумахам лезгин, узоры которых, выполненны из ярко окрашенной шерсти, контрастно вырисовываются на серо-голубом или 
темно-красном фоне. Общий колорит сумахов по сравнению с всем другими коврами 
чрезвычайно насыщен и состоит из синих, серо-голубых, белых, красно-коричневых и 
красных тонов.

#### Паласы (рухар)
Другим видом безворсового ковра к лезгин являются паласы (по-лезгински рух, мн.ч рухар)

## Центры лезгинского ковроделия

### Самурские
Высокогорные самурские лезгинские селения Ахты, Микрах, Куруш являлись наиболее известными центрами ручного ковроткачества в Дагестане. Здесь производились ворсовые ковры с высокой плотностью, низким ворсом и изящными рисунками.
Как писал Л.Пасынков, 

из Кубы в Дагестан в массовом количестве приезжали и 
приезжают скупщики самурских ковров, при этом они привозили в виде образчиков кубинские ковры, заказывая с них копии. Это не говорит о том, что ковры Самурского округа слабей рисунком, а говорит о том, что в течение долгого времени вкус массового закупщика воспитался на кубинских рисунках, являющихся результатом обработки лезгинских, арабских, персидских и 
кочевничьих мотивов – арабесок. С другой стороны, можно с уверенностью сказать, что шло взаимовлияние орнамента самурских и кубинских ковров. Например, рисунки «хасан-кала», «урус-тура» переданы воинственными лезгинами более миролюбивым тюркам— 

#### Микрах

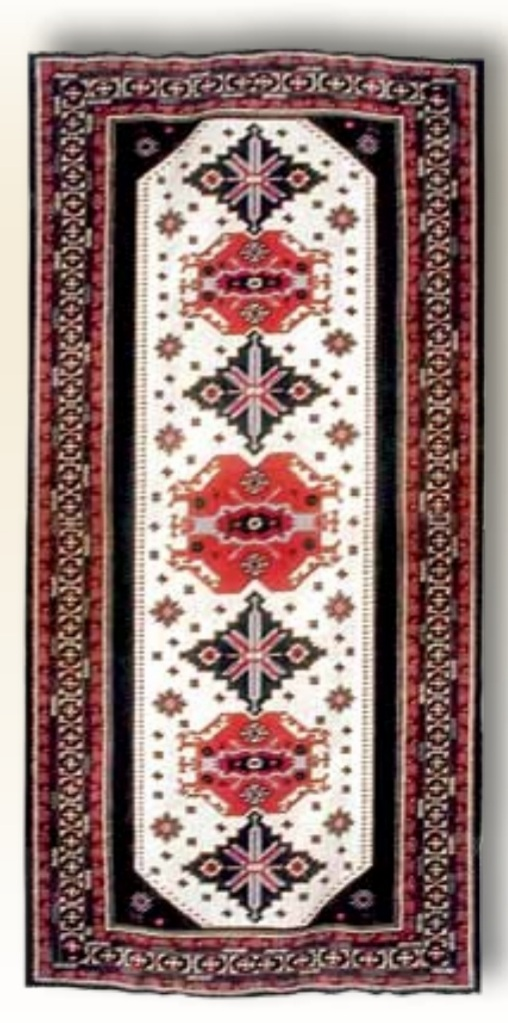
Mikrakh napped carpet. Beginning of XXI century

Микрах является одним из наиболее известных центров не только лезгинского, но и дагестанского и кавказского ковродельческого искусства. Микрахские ковры, созданные на основе древнейших традиций, известны в мировом ковроделии.
С древних времен в Микрахе было развито ковроделие, изготовление безворсовых ковров-сумагов и других изделий. В советские годы была построена ковровая фабрика. Изделия микрахских мастериц-ткачих, удостаивались медалей и экспонировались в музеях Лондона, Парижа, Берлина. Микрахские ткачихи становились кавалерами различных орденов. Например, ковер «Ахты» ткачих микрахской ковровой артели выставлялся на международной выставке в Брюсселе и был отмечен золотой медалью; этот же ковер изображен на советской марке 1958 года. Исследователь Л.Пасынков писал: «Рассматривая микрахский ковер, удивляешься терпеливой четкости ткачихи и общности рисуночного канона с кюринским сумахом. То, что в сумахе расплеснуто в широком рисунке, в микрахском ковре подобрано с большой старательностью, экономией в приемах и с большим вкусом».
Существует отдельный вид ворсовых ковров, называемых "Микрах".
По своему построению микрахские ковры близки к ахтынскому рисунку «гассан-кала», если не являются его прямой аналогией, например, рисунок «ак-гюль» (белый цветок) – один из излюбленных узоров микрахских ковровщиц. Центральные медальоны имеют несколько иной вид: все три медальона одинаковы по цвету, центр подчеркнут
большим, более детально разработанным медальоном. Фон медальонов – темно-синий. В фигурах заполнения использованы коричневый, зеленый, оранжевый и красный тона. Фон всего центрального поля – ярко-красный, этот цвет использован во внутренних сопровождающих каймах. Для микрахских ковров характерен также рисунок «будалай-фурар», представляющий собой четырехчастный медальон восьмиугольной формы, который состоит из 12 крючкообразных отростков, радиально отходящих со всех сторон восьмиугольной фигуры с розеткой посередине. Кроме этого рисунка, для ковров группы «микрах» характерны еще традиционные узоры: «топанча», «эрпенек» и другие.

#### Ахты

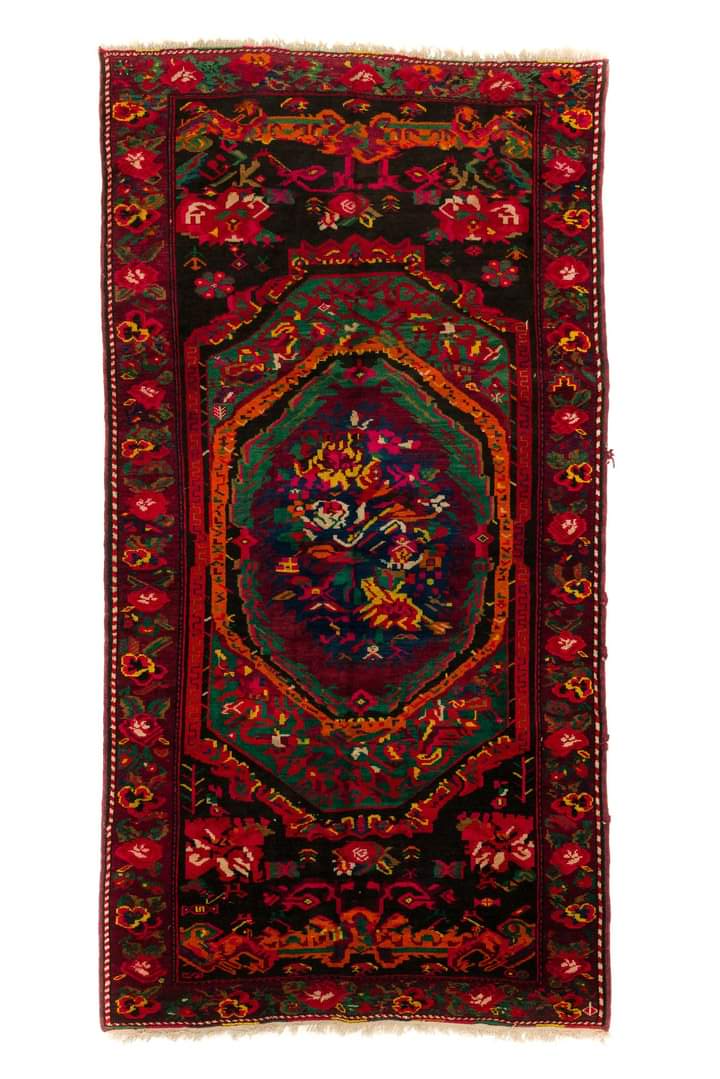
Lezgian Akhty Rose carpet from Dagestan

Ахтынские ковры являются одними из известных типов ковров на Кавказе. Ахтынские ковродельщицы имеют свой тип ковроткачества, именуемый «Ахты», один из восьми типов ковродельческого искусства Южного Дагестана, родственный ковровому типу «Микрах». Ахтынские ковры отличались особой мягкостью и толщиной, поскольку нить для ковров прялась толстая. Ковры были тяжелы и слегка заужены по длине к одной из сторон. Имели популярность композиции Хасан-Кала и Урус-Тура. Изготавливались в основном на продажу за пределы Ахты. В целом ковры «Ахты» пользовались известностью как высокохудожественные изделия, совершенные и по своим техническим качествам, и по решению цветовой гаммы.
Ковры этого типа отличаются высоким качеством, добротностью и эластичностью ткани, четким, детально разработанным рисунком, гармоничной расцветкой. Центральное поле орнаментируется обычно крупными медальонами с энергично 
очерченными краями и с четко проработанным внутри мелким узором. Состоящий из 5–9 каем 
бордюр заполняется вьющимся «текучим» узором.
Как отмечает Л.Пасынков, в ахтынском ковре встречаются гипертрофированные розетки –
звездочки, приближающиеся к квадрату. Отход от округлостей, от круга к квадрату, делается при посредстве ряда пририсовываемых углышков, остриев звезды. Эта форма хороша в коврах, с сильно выраженными геометрическими приемами рисунка. Рисунок шашки, занимающей по 
диагонали примерно половину ширины ковра, иногда в гораздо более мелком виде появляется в бортовых каймах, причем этот рисунок более упрощен.
В 1913 году в честь 300-летия Дома Романовых ахтынским мастерицам был заказан огромный ковер размером четырнадцать на семнадцать метров.

#### Куруш
Ковры мастериц села Куруш также хорошо ценились по качеству. Они ценились 
как из-за рисунка, так и из-за насыщенного красного фона настоящей марены. Курушские ковры редко оказывались на рынке ввиду малого количества курушских мастериц.

### Губинские

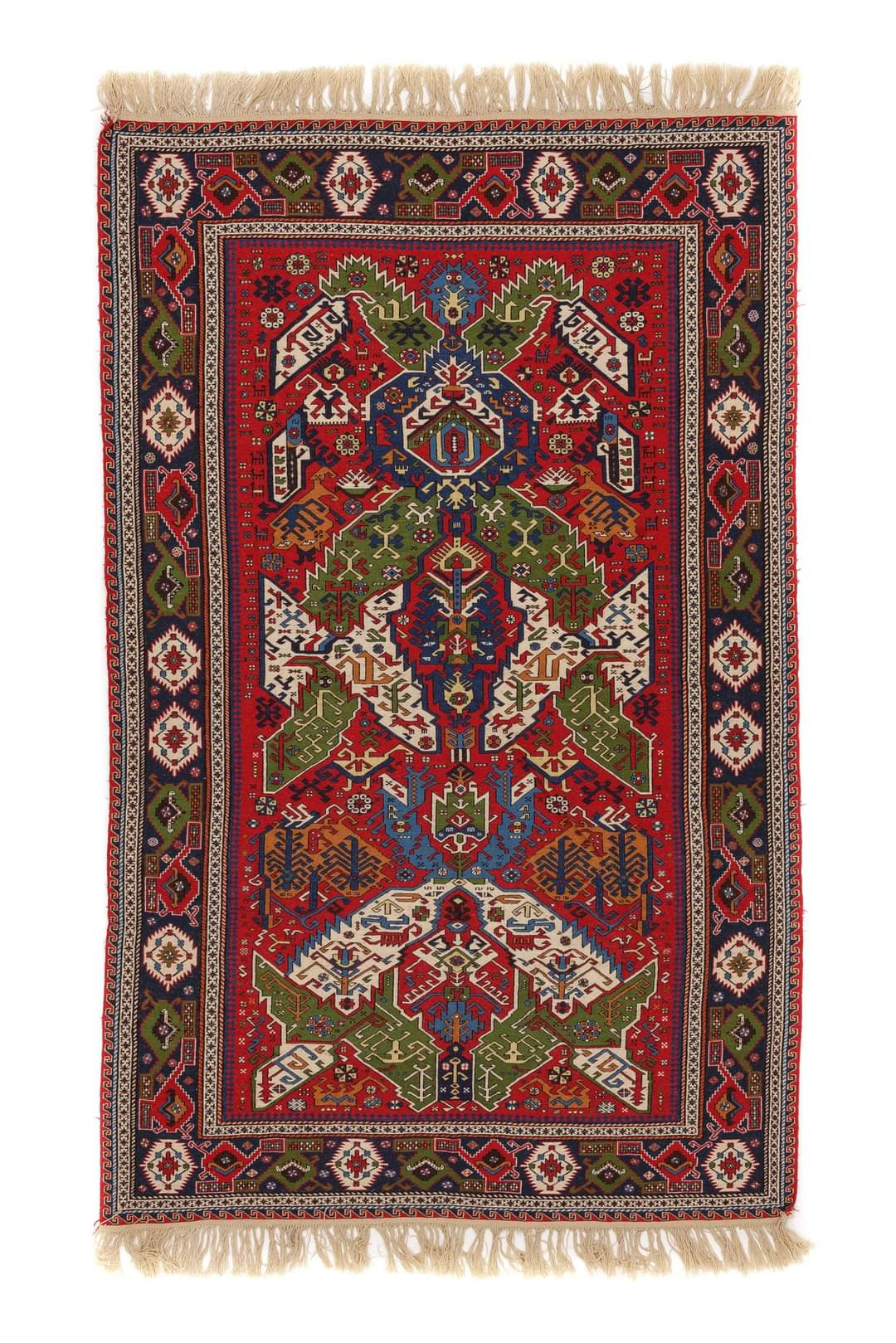
Сумах "Драгон" из Кусарского района

Кубинскіе ковры отличаются чрезвычайно высокой техникой: нигдѣ на Кавказѣ для производства ковровъ не употребляютъ такой тонкой пряжи, какъ здѣсь, и ковры этого района замѣчательны необыкновенной тонкостью и плотностью — 

#### Кымыл

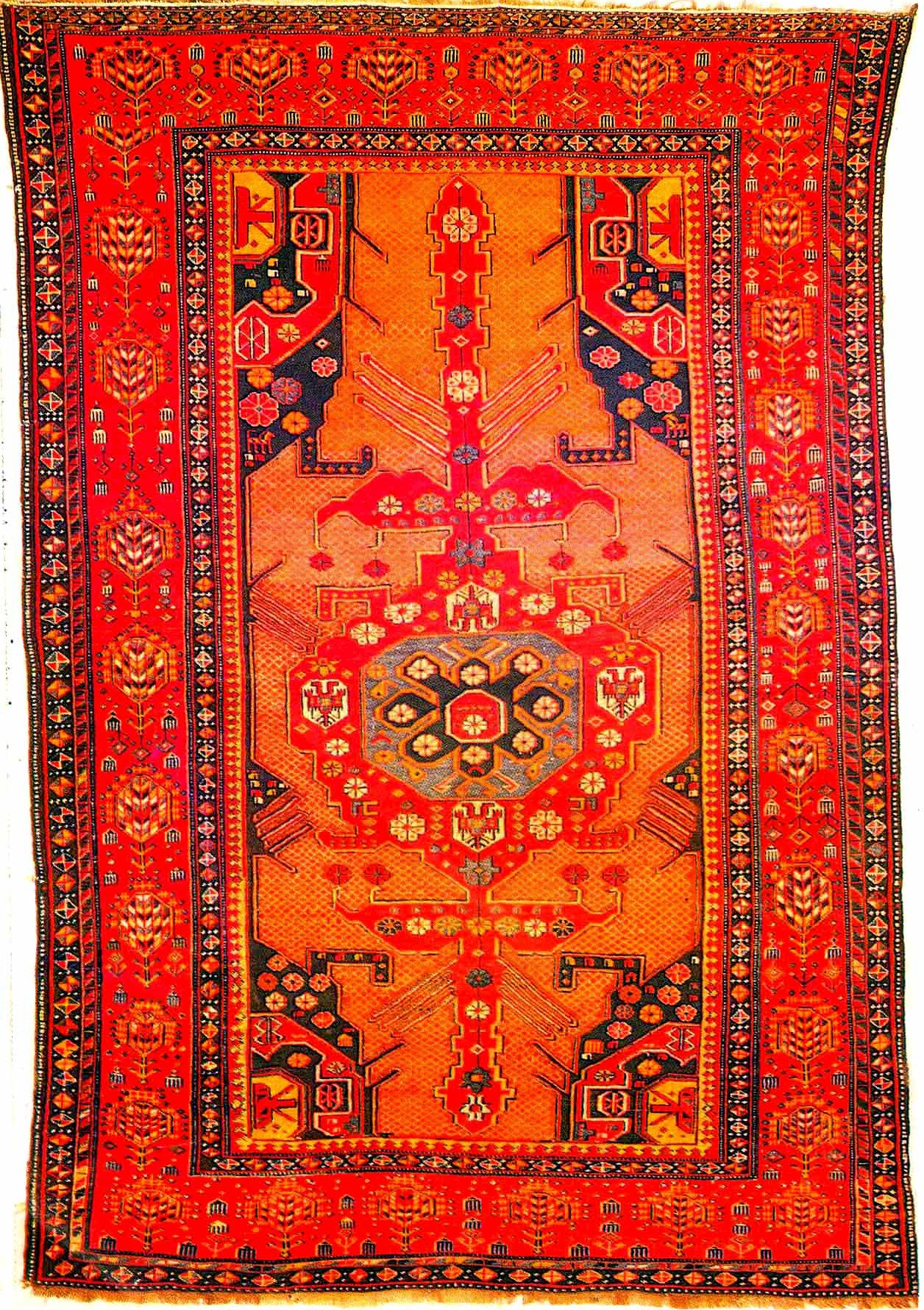
Вид губинских ковров — «Гымыл»

Ковры Кымыл считаются коврами лучшего сорта Куба-Ширванской школы, согласно классификации азербайджанского исследователя ковров Л. Керимова. Ковры данного вида неоднократно экспонировались на зарубежных выставках и удостаивались первых мест и золотых медалей. Так, в 1913 году ковер «Кымыл» получил медаль на Берлинской выставке, в 1914 году экспонировался на Петербургской выставке, в 1938 году  получил золотую медаль на Парижской выставке, а в 1958 году на международной выставке в Брюсселе был удостоен первого места.

#### Зейхур

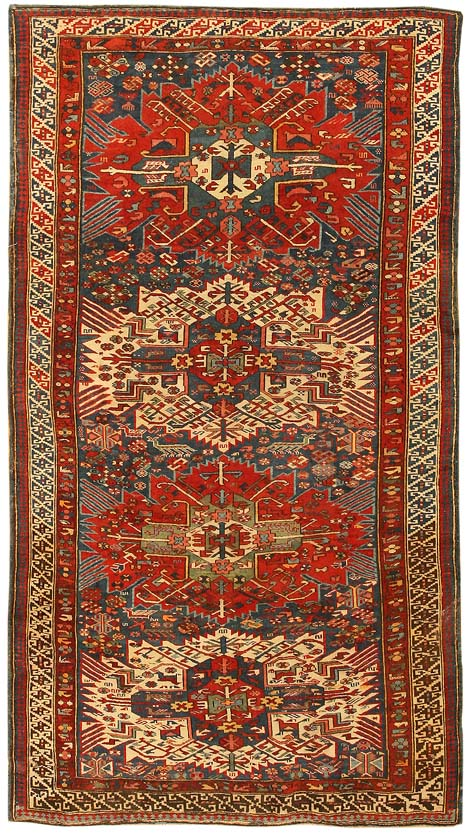
Зейхур.

В селе Зейхур производился подвид губинских ковров, называемых Зейхур. На Западе эти ковры известны под названиями Seychour, Seichur и Zeychour. Старинные зейхурские ковры ценятся за детальную точность рисунка и дизайна, а также за их насыщенные цвета. Для ковров этого типа характерно часто характерно наличие таких узоров, как капустная роза и Зейхурский крест. В отличие от других кавказских ковров, старинные зейхурские ковры не обладают такой же симметрией границ. Однако они имеют аналогичную структуру с плоским плетением. В коврах «Зейхур» половина узла скрыта.

## Лезгинские ковры в музеях и коллекциях
Лезгинские ковры хранятся во многих музеях, галереях и частных коллекциях.